# Murielle Ahouré-Demps
Murielle Ahouré-Demps (* 23. August 1987 in Abidjan als Murielle Ahouré) ist eine ivorische Leichtathletin, die sich auf den Sprint spezialisiert hat. Sie wurde 2018 Hallenweltmeisterin im 60-Meter-Lauf und gewann vier weitere Silbermedaillen bei Weltmeisterschaften. Zudem war sie Inhaberin des Afrikarekordes über 100 Meter und wurde 2014 Afrikameisterin im 200-Meter-Lauf sowie 2016 über 100 Meter, womit sie zu den erfolgreichsten Leichtathletinnen ihres Landes zählt.

## Leben
Ahouré zog schon im Alter von nur zwei Jahren von Abidjan nach Frankreich und 2000 schickte ihr Stiefvater, ein General des ivorischen Militärs, ihre Familie wegen mangelnder Sicherheit nach Bristow (Virginia) in die USA. Auf der Secondary School in Alexandria begann sie dann mit Leichtathletik. Unter dem Trainer Holsclaw trainierte sie insgesamt drei Jahre. Ab September 2005 studierte sie an der George Mason University. Nachdem sie in der Halle und bei Freiluftwettkämpfen gute Zeiten auf Sprintstrecken erzielt hatte, startete sie auch bei größeren US-amerikanischen Meetings wie den NCAA Championships. 2007 verbesserte sie ihre 60 Meter Bestleistung auf 7,33 s, die über 100 Meter auf 11,41 s und ihre 200-Meter-Bestzeit auf 23,34 s. Bei den NCAA Championships drang sie erstmals ins Halbfinale vor, wo sie sich allerdings verletzte und somit nicht über die 200-Meter-Distanz an den Start gehen konnte. 2008 stagnierten ihre Leistungen, bis sie Ende des Jahres nach Miami zog, um unter Amy Deen zu trainieren. Schon in der Hallensaison meldete sie sich mit 7,17 s über 60 Meter und mit 22,80 s über 200 Meter zurück. Über diese Distanz gewann sie auch den NCAA Indoor Titel. Am 29. und 30. Mai brach sie den Landesrekord der Elfenbeinküste über 100 Meter erst mit 11,14 s, dann mit 11,09 s. Bei den NCAA Championships wurde sie über die kürzere ihrer beiden Strecken Siebte und über 200 Meter mit neuer Bestleistung von 22,78 s Vierte. Im Dezember 2009 schloss sie ihr Studium ab.
Im Jahr darauf gelangen ihr keine neuen Verbesserungen, nach einer Verletzung im Mai musste sie ihre Saison vorzeitig beenden. Sie entschied sich, nach Houston zu ziehen, um mit dem jamaikanischen Trainer Allen Powell zu arbeiten. Das Jahr 2011 war von ihrem dritten Nationalrekord von 11,06 s am 15. Mai in Greensboro geprägt.

### Zeit an der Weltspitze
Ihr internationales Debüt gab sie bei den Hallenweltmeisterschaften 2012 in Istanbul. Dort gewann sie im 60-Meter-Lauf in 7,04 s die Silbermedaille hinter dem Jamaikanerin Veronica Campbell-Brown und holte damit die erste Medaille der Elfenbeinküste bei Hallenweltmeisterschaften. Infolge ihres Erfolges wurde sie vom ivorischen Präsidenten Alassane Ouattara nach Abidjan eingeladen. Durch ihre wachsende Popularität konnte sie erstmals auch in Europa starten. Zwei weitere Landesrekorde über 100 Meter, 11,00 s in Rom und 22,42 s in Oslo, und weitere Diamond League Teilnahmen waren das Ergebnis. Damit qualifizierte sie sich über beide Distanzen für die Olympischen Sommerspiele in London und belegte dort mit 11,00 s im Finale den siebten Platz über 100 Meter und gelangte über 200 Meter mit 22,57 s im Finale auf Rang sechs. Am 16. Februar 2013 siegte sie vor Shelly-Ann Fraser-Pryce beim Birmingham Indoor Grand Prix. Mit 6,99 s war sie nun nicht nur die siebtschnellste Frau über die Distanz, sondern lief auch Afrikarekord. Den Schwung der Hallenwettkämpfe nahm sie auch mit ins Freie. Bei der Golden Gala in Rom am 6. Juni stellte sie mit 22,36 s zum wiederholten Male einen Landesrekord über 200 Meter auf, den sie am 19. Juli beim Herculis in Monaco auf 22,24 s verbesserte. Über die 100-Meter-Strecke verbesserte sie ebenfalls den Landesrekord weiter. In Sotteville-lès-Rouen lief sie mit 10,91 s zum Sieg. Auch bei den Diamond League Meetings in Oslo, Paris und London kam sie nah an ihre Bestzeit heran. Bei den Weltmeisterschaften in Moskau gewann sie mit 10,93 s im Finale hinter Shelly-Ann Fraser-Pryce die Silbermedaille, wie auch vier Tage später über 200 Meter, dort setzte sie sich knapp gegen die zeitgleiche Blessing Okagbare durch. Mit einem zweiten Platz in 22,66 s bei der Weltklasse Zürich beendete sie ihre Saison am 29. August. Im September wurde sie in der Elfenbeinküste für ihre Erfolge zum „Ritter der nationalen Ordnung“ geschlagen.
Nachdem sie bereits im Vorfeld viermal nur knapp über der Sieben-Sekunden-Marke geblieben war, liefen die Hallenweltmeisterschaften in Sopot auf das erwartete Duell zwischen ihr und Shelly-Ann Fraser-Pryce hinaus. Im Finale musste sie sich dieser mit 7,01 s geschlagen geben, Fraser-Pryce kam nach 6,98 s ins Ziel. Anfang Juli wurde sie in 10,98 s Zweite bei der Athletissima und gelangte kurz darauf mit 11,18 s auf den dritten Platz beim Glasgow British Athletics Grand Prix. Auch beim Herculis wurde sie in 10,97 s Dritte. Im August startete sie erstmals bei den Afrikameisterschaften in Marrakesch und siegte dort in 22,36 s über 200 Meter und sicherte sich über 100 Meter in 11,03 s die Silbermedaille hinter der Nigerianerin Blessing Okagbare. Zum Saisonabschluss wurde sie in 11,04 s Zweite über 100 Meter bei Weltklasse Zürich. Im Jahr darauf wurde sie bei der Doha Diamond League in 22,29 s Zweite über 200 Meter und auch beim Prefontaine Classic gelangte sie mit 10,81 s auf den zweiten Platz über 100 Meter. Daraufhin siegte sie in 11,03 s bei den Bislett Games und wurde bei der Athletissima in 22,36 s Dritte über 200 Meter. Bei den Anniversary Games wurde sie in 11,01 s Dritte über 100 Meter und anschließend schied sie bei den Weltmeisterschaften in Peking mit 10,98 s im Semifinale aus. 2016 siegte sie in 22,72 s über 200 Meter beim Shanghai Golden Grand Prix und siegte kurz darauf in 11,06 s bei der IAAF World Challenge in Peking. Am 11. Juni erzielte sie in Montverde eine neue persönliche Bestleistung von 10,78 Sekunden bei guten Verhältnissen und löste somit Blessing Okagbare als Afrikarekordhalterin ab. Im Juni siegte sie in 10,99 s über 100 Meter bei den Afrikameisterschaften in Durban und gewann mit der ivorischen 4-mal-100-Meter-Staffel in 44,29 s gemeinsam mit Adeline Gouénon, Marie-Josée Ta Lou und Nene Kanaté die Bronzemedaille hinter den Teams aus Südafrika und Ghana. Daraufhin nahm sie im August erneut an den Olympischen Sommerspielen in Rio de Janeiro teil und schied dort mit 11,01 s und 22,59 s jeweils im Halbfinale über 100 und 200 Meter aus.

### Späte Jahre
2017 wurde sie bei den Bislett Games in 22,74 s Zweite über 200 Meter und nur drei Tage darauf siegte sie in 22,68 s bei der Bauhaus-Galan. Im August startete sie über 100 Meter bei den Weltmeisterschaften in London und belegte dort mit 1,98 s im Finale den vierten Platz. Im Jahr darauf steigerte sie ihre Hallenbestleistung über 60 Meter bei den Hallenweltmeisterschaften in Birmingham auf 6,97 s und gewann damit die Goldmedaille und sorgte damit für den ersten Sieg einer Athletin aus einem afrikanischen Land über diese Distanz. Im Mai wurde sie in 10,90 s Zweite über 100 Meter beim Prefontaine Classic und anschließend siegte sie in 10,91 s bei den Bislett Games, ehe sie bei der Bauhaus-Galan mit 11,03 s auf den zweiten Platz gelangte. Beim Herculis wurde sie in 11,01 s Zweite und siegte dann mit derselben Zeit bei Weltklasse Zürich, womit sie sich die Gesamtwertung in der Diamond League über 100 Meter sicherte. 2019 bestritt sie kaum Wettkämpfe, startete aber bei den Weltmeisterschaften in Doha und belegte dort in 11,02 s im Finale den fünften Platz. 2021 nahm sie zum dritten Mal an den Olympischen Sommerspielen in Tokio teil und schied dort mit 11,28 s im Semifinale aus.
2022 erreichte sie bei den Weltmeisterschaften in Eugene ebenfalls das Halbfinale über 100 Meter und im Jahr darauf kam sie bei den Weltmeisterschaften in Budapest mit 11,29 s nicht über den Vorlauf hinaus. Zudem erreichte sie mit der 4-mal-100-Meter-Staffel mit neuem Afrikarekord von 41,90 s das Finale und kam dort nicht ins Ziel. Bei den World Athletics Relays 2024 auf den Bahamas sicherte sie der 4-mal-100-Meter-Staffel einen Startplatz bei den Olympischen Sommerspielen in Paris und wurde dort im Vorlauf disqualifiziert.

## Persönliche Bestleistungen
- 100 Meter: 10,78 s (+1,6 m/s), 11. Juni 2016 in Montverde
  - 60 Meter (Halle); 6,97 s, 2. März 2018 in Birmingham (Afrikarekord)
- 200 Meter: 22,24 s (−0,5 m/s), 19. Juli 2013 in Monaco
  - 200 Meter (Halle): 22,80 s, 13. März 2009 in College Station (ivorischer Rekord)

## Persönliches
Sie ist mit dem US-amerikanischen Sprinter und American-Football-Spieler Jeff Demps verheiratet.